# Tom Johnston (musicien)
Pour les articles homonymes, voir Tom Johnston et Johnston.
Tom Johnston, né Charles Thomas Johnston le 15 août 1948 à Visalia, est un musicien américain. Guitariste, auteur-compositeur et chanteur, il est cofondateur du groupe The Doobie Brothers. Il a joué par intermittence avec les Doobie Brothers pendant plus de 50 ans, dans plusieurs styles. Il a été intronisé au Rock and Roll Hall of Fame en tant que membre des Doobie Brothers en 2020.

## Discographie

### Avec les Doobie Brothers
Albums studio
- The Doobie Brothers (1971)
- Toulouse Street (1972)
- The Captain and Me (1973)
- What Were Once Vices Are Now Habits (1974)
- Stampede (1975)
- Takin' It to the Streets (1976)
- Livin' on the Fault Line (1977) – a enregistré cinq chansons écrites avec le groupe qui n'ont pas été utilisées et qui ont ensuite été utilisées pour son album solo
- Cycles (1989)
- Brotherhood (1991)
- Sibling Rivalry (2000)
- On Our Way Up (2001)
- Divided Highway (2003)
- World Gone Crazy (2010)

En concert
- Farewell Tour (1983) – apparition sur deux chansons
- Rockin' Down the Highway: The Wildlife Concert (1996)
- Best of The Doobie Brothers Live (1999)
- Live at Wolf Trap (2004)
- Live at the Greek Theater 1982 (2011)  – apparition sur deux chansons

### Solo
Albums
- Everything You've Heard Is True (1979)
- Still Feels Good (1981)

Chanson
- Where Are You Tonight (1987) - chanson incluse dans la bande originale du film Dirty Dancing et en tant que face B du single Hungry Eyes